# Toni Turek
Toni Turek (Duisburg, 18 januari 1919 - Neuss, 11 mei 1984) was een Duits voetballer.

## Biografie
Turek speelde als kind bij Duisburger SC 1900 en maakte in 1936 de overstap naar TuS Duisburg 48/99. Hierna speelde hij nog voor clubs als Ulm, Eintracht Frankfurt, Fortuna Düsseldorf en Borussia Mönchengladbach.
Op 22 november 1950 speelde hij voor het eerst voor het nationale elftal in de eerste wedstrijd voor de Mannschaft in acht jaar. Turek was inmiddels 31 jaar en daarmee de oudste debutant ooit, dit record hield stand tot 2013 toen Roman Weidenfeller op 33-jarige leeftijd voor het eerst speelde. Turek bereikte met zijn team de finale van het WK 1954 en was de oudste speler van het team. De Duitsers wonnen deze wedstrijd tegen de torenhoge favoriet Hongarije en kroonden zich zo tot wereldkampioen. Met zijn glansrijke prestatie in de tweede helft van de finale verhief hij zich tot een legende. Bij zijn terugkeer in Düsseldorf kwamen 100.000 mensen de straat op om hem te begroeten. Zijn laatste wedstrijd voor het nationale elftal speelde hij in oktober 1954 tegen Frankrijk; hier gingen de kersverse wereldkampioenen met 1-3 de boot in.
In september 1973 raakte hij onverwachts verlamd aan zijn benen. In het ziekenhuis traden zware complicaties op waardoor zijn milt en maag weggenomen werden. Hij kreeg vier keer een longembolie, had bloedtransfusies nodig en bracht twee maanden op de intensieve zorgen door. Zijn gewicht zakte van 90 naar 45 kilo. Later kreeg hij ook last van hart- en vaatziekten. In zijn laatste jaren kon hij zich enkel met krukken of in de rolstoel voortbewegen. In 1984 kreeg hij een beroerte waaraan hij elf dagen later overleed. Hij liet zijn vrouw Wilhelmine, die hem al die jaren verpleegde, en twee kinderen na. Zijn vrouw overleed in 2012 op 90-jarige leeftijd en werd naast hem begraven.